# Kevätinsaari
Kevätinsaari är en ö i Finland. Den ligger i sjön Kevättijärvi och i kommunen Suomussalmi i den ekonomiska regionen  Kehys-Kainuu  och landskapet Kajanaland, i den östra delen av landet, 600 km nordost om huvudstaden Helsingfors. Öns area är 5,5 hektar och dess största längd är 360 meter i nord-sydlig riktning.